# Lasaosa
Lasaosa – miejscowość w Hiszpanii, w Aragonii, w prowincji Huesca, w comarce Alto Gállego, w gminie Sabiñánigo.
Według danych INE z 1999 roku miejscowość zamieszkiwały 2 osoby. Wysokość bezwzględna miejscowości jest równa 865 metrów.